# Malik Beasley
Malik JonMikal Beasley (* 26. November 1996 in Atlanta, Georgia) ist ein US-amerikanischer Basketballspieler. Er steht in der National Basketball Association (NBA) bei den Detroit Pistons unter Vertrag.

## College
Malik Beasley spielte ein Jahr in der NCAA für die Florida State University in der Hochschulmannschaft der Florida State Seminoles. In seinem Jahr am College erzielte Beasley durchschnittlich 15,6 Punkte, 5,3 Rebounds sowie 1,5 Assists je Begegnung.

## NBA
Beasley wurde im NBA-Draft 2016 an 19. Stelle von den Denver Nuggets ausgewählt und unterschrieb einen Vierjahresvertrag, der ihm ein Gesamtgehalt von 7,8 Millionen US-Dollar zusicherte. Bei den Nuggets kam er in seiner Debütsaison kaum zum Einsatz und wurde zeitweise zur Mannschaft Sioux Falls Skyforce in die NBA G-League geschickt. Bei der Skyforce verbuchte Beasley in 16 Spielen durchschnittlich 18,9 Punkte und 7,6 Rebounds für sich.
Seine zweite Profisaison verbrachte Beasley dann ausschließlich bei den Nuggets und kam bei diesen in 62 Spielen zum Einsatz. Allerdings setzte er sich wie bereits im Vorjahr nicht durch, verschlechterte sich statistisch gesehen sogar noch leicht und erzielte im Schnitt weniger als 4 Punkte je Begegnung.
Seinen Durchbruch schaffte er in seiner dritten Saison (2018/19) in der NBA. Beasley kam in 81 von 82 Spielen zum Einsatz und erzielte 11,3 Punkte im Schnitt. Hinzu kamen 2,5 Rebounds sowie 1,5 Assists pro Spiel. Aufgrund dieser deutlichen Steigerung wurde Beasley zwischenzeitlich auch als Kandidat für den NBA Most Improved Player Award angesehen. Der Höhepunkt der Saison war seine neue Karrierebestleistung (35 Punkte), die Beasley am 1. Februar 2019 beim Sieg gegen die Houston Rockets gelang. Er erreichte 2019 mit den Nuggets die Play-offs.
Während der NBA-Saison 2019/20 wurde Beasley von Denver zu den Minnesota Timberwolves transferiert. Dort wurde er zunächst Stammspieler, stand bei seinen sämtlichen 14 Einsätzen des Spieljahres 2019/20 in Minnesotas Anfangsaufstellung und verbuchte 20,7 Punkte je Begegnung. Im Sommer 2022 wurde Beasley mit vier weiteren Spielern und Draft-Auswahlrechten an die Utah Jazz abgegeben, im Gegenzug kam Rudy Gobert nach Minnesota. Im Februar 2023 sicherten sich die Los Angeles Lakers im Rahmen eines Spielertauschs Beasleys Dienste.
In der Sommerpause 2023 nahm er ein Angebot der Milwaukee Bucks an. In Milwaukee war er Stammspieler, bestritt in der Hauptrunde des Spieljahres 2023/24 insgesamt 79 Einsätze und stand nur zweimal nicht in der Anfangsaufstellung. Beasley brachte es in diesen Spielen für Milwaukee auf einen Punktedurchschnitt von 11,3. Er wechselte während der Sommerpause 2024 zu den Detroit Pistons.

## Karriere-Statistiken

### NBA

#### Hauptrunde
| Saison  | Team               | GP  | GS  | MPG  | FG % | 3P % | FT % | RPG | APG | SPG | BPG | PPG  |
| ------- | ------------------ | --- | --- | ---- | ---- | ---- | ---- | --- | --- | --- | --- | ---- |
| 2016–17 | Denver             | 22  | 1   | 7.5  | .452 | .321 | .800 | 0.8 | 0.5 | 0.3 | 0.0 | 3.8  |
| 2017–18 | Denver             | 62  | 0   | 9.4  | .410 | .341 | .667 | 1.1 | 0.5 | 0.2 | 0.1 | 3.2  |
| 2018–19 | Denver             | 81  | 18  | 23.2 | .474 | .402 | .848 | 2.5 | 1.2 | 0.7 | 0.1 | 11.3 |
| 2019–20 | Denver / Minnesota | 55  | 14  | 22.0 | .425 | .388 | .818 | 2.7 | 1.4 | 0.7 | 0.1 | 11.2 |
| 2020–21 | Minnesota          | 37  | 36  | 32.8 | .440 | .399 | .850 | 4.4 | 2.4 | 0.8 | 0.2 | 19.6 |
| 2021–22 | Minnesota          | 79  | 18  | 25.0 | .391 | .377 | .817 | 2.9 | 1.5 | 0.5 | 0.2 | 12.1 |
| 2022–23 | Utah / LA. Lakers  | 81  | 27  | 25.8 | .395 | .357 | .769 | 3.5 | 1.5 | 0.8 | 0.1 | 12.7 |
| 2023–24 | Milwaukee          | 79  | 77  | 29.6 | .443 | .413 | .714 | 3.7 | 1.4 | 0.7 | 0.1 | 11.3 |
| Gesamt  | Gesamt             | 496 | 191 | 23.1 | .425 | .385 | .800 | 2.8 | 1.3 | 0.6 | 0.1 | 10.9 |

#### Play-offs
| Saison  | Team       | GP | GS | MPG  | FG % | 3P % | FT %  | RPG | APG | SPG | BPG | PPG |
| ------- | ---------- | -- | -- | ---- | ---- | ---- | ----- | --- | --- | --- | --- | --- |
| 2018–19 | Denver     | 14 | 0  | 20.1 | .387 | .404 | .710  | 3.4 | 1.0 | 0.2 | 0.1 | 8.1 |
| 2021–22 | Minnesota  | 6  | 0  | 19.8 | .432 | .320 | .833  | 3.3 | 0.7 | 0.3 | 0.2 | 8.5 |
| 2022–23 | LA. Lakers | 11 | 0  | 8.3  | .294 | .269 | 1.000 | 0.7 | 0.2 | 0.1 | 0.0 | 3.0 |
| 2023–24 | Milwaukee  | 6  | 2  | 21.8 | .512 | .440 | —     | 2.5 | 0.7 | 0.7 | 0.0 | 8.8 |
| Gesamt  | Gesamt     | 37 | 2  | 16.8 | .406 | .366 | .767  | 2.5 | 0.6 | 0.3 | 0.1 | 6.8 |

## Persönliches
Sein Großvater ist der US-Schauspieler John Beasley.